# Rezerwat przyrody Kornuty
Rezerwat przyrody Kornuty – rezerwat przyrody nieożywionej w północno-zachodniej części pasma Magury Wątkowskiej (Beskid Niski), na zboczu góry o tej samej nazwie. Administracyjnie jest położony w gminie Sękowa, w powiecie gorlickim, w województwie małopolskim. Leży na gruntach Skarbu Państwa w zarządzie Nadleśnictwa Gorlice (leśnictwo Bodaki).
Rezerwat jest położony na terenie otuliny Magurskiego Parku Narodowego oraz na terenie dwóch obszarów sieci Natura 2000: siedliskowego „Ostoja Magurska” PLH180001 oraz ptasiego „Beskid Niski” PLB180002.
„Kornuty” to najstarszy rezerwat przyrody w Beskidzie Niskim. Utworzono go w 1953 na powierzchni 3,32 ha, faktycznie istniał od 1938, kiedy to oddział PTT w Gorlicach wykupił z rąk prywatnych pierwsze 7 ha gruntów celem ich ochrony. Obejmowały one wtedy m.in. znaczny fragment łąk, które do dziś w znacznej części zarosły lasem. Poniżej samego rezerwatu istniało przed drugą wojną światową schronisko turystyczne, które jednak spłonęło. W 1964 powiększono go do obecnych 11,90 ha.
Rezerwat obejmuje fragment południowo-zachodniego zbocza Magury Wątkowskiej, poniżej szczytu Kornuty, na którym rozrzucone są fantazyjnie ukształtowane skały, o wysokości do 10 metrów, zbudowane z odporniejszego na erozję gruboławicowego piaskowca magurskiego. Skały te w wyniku wietrzenia przybierają formy ambon, baszt, maczug, ścian i progów skalnych. Wiele z nich ma własne nazwy, takie jak Okap, Babka, Ryba, Pięść, Zbój Sypko. Teren rezerwatu pokrywają w wielu miejscach lokalne, luźne blokowiska głazów i usypiska okruchów skalnych, będące wynikiem wietrzenia tych skał. Osobliwościami tego rezerwatu są jaskinie szczelinowe (niewielkie, wyjątkiem jest Jaskinia Mroczna – długość korytarzy wynosi prawie 200 m).
Rezerwat porasta buczyna karpacka z przewagą starodrzewu buków, domieszkę stanowią: jawory, jodły, paklony, lipy drobnolistne, czereśnie. W runie występują interesujące rośliny: lilia złotogłów, kokorycz pusta, kopytnik pospolity, goryczka trojeściowa, przetacznik gorzki, kostrzewa górska, paprotka zwyczajna, podrzeń żebrowiec, widłak wroniec i inne.
Osobliwością florystyczną rezerwatu do końca lat 90. XX w. było stanowisko kosodrzewiny. Opis z roku 1936 podawał, że rosły tu 4 krzewy tej rośliny. W połowie lat 90. był to już tylko jeden krzak, rosnący kilkadziesiąt metrów na północny wschód od największego zgrupowania skał, lecz i on wkrótce zginął. Zdania co do pochodzenia stanowiska, odległego o 100 km od Tatr i jeszcze więcej od Czarnohory, gdzie ten gatunek występuje na naturalnych stanowiskach, były podzielone. Obecnie przyjmuje się, że stanowisko to było jednak reliktem z epoki lodowcowej, kiedy klimat był tu znacznie chłodniejszy niż dziś.

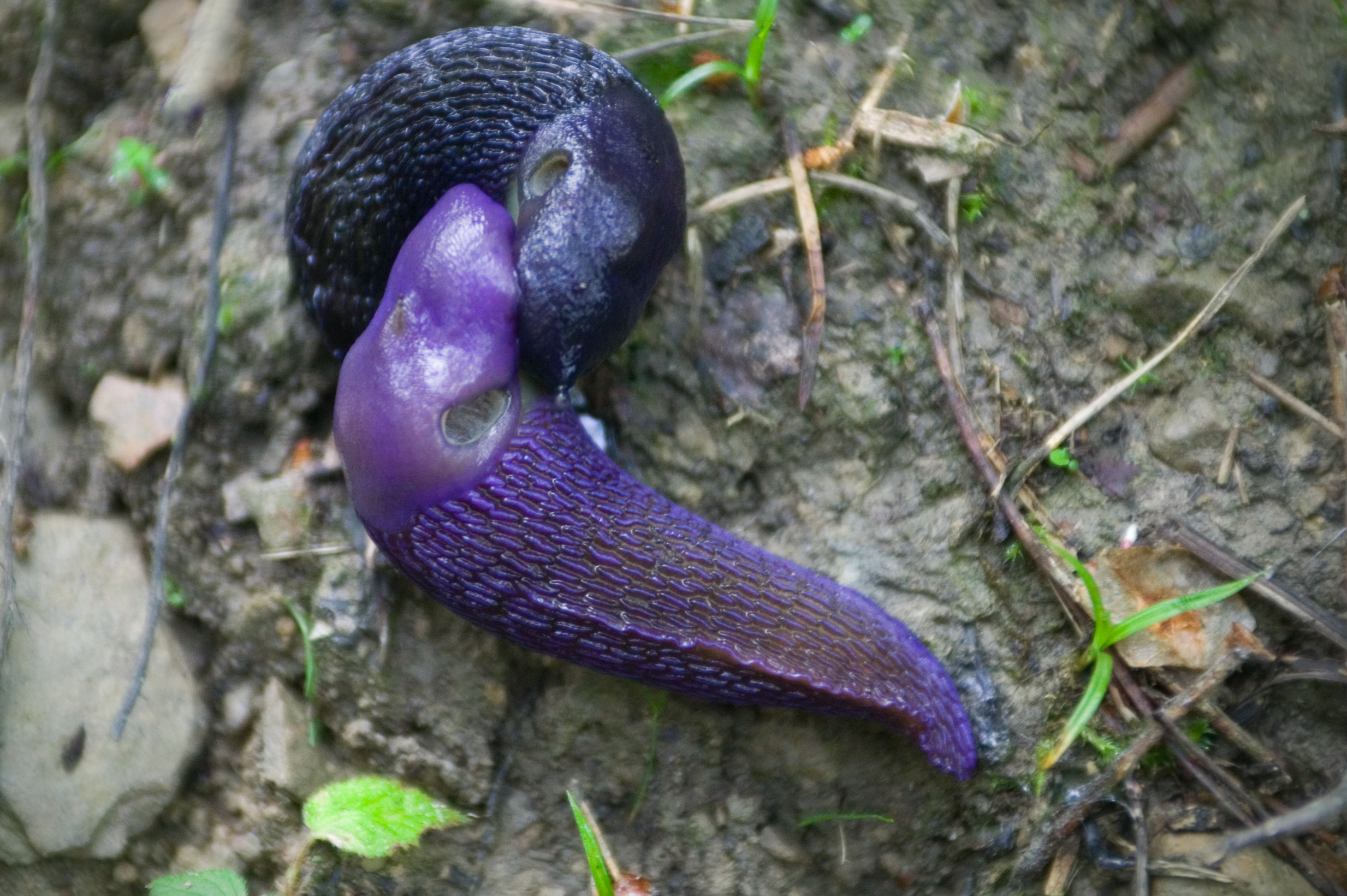
Pomrowy błękitne spotkane na szlaku

Bogaty jest również świat owadów, zwłaszcza chrząszczy. Występuje tu jeszcze rzadki w Karpatach niepylak mnemozyna (Parnassius mnemosyne L.), spotykany tylko w Pieninach i Tatrach, a także paź żeglarz i paź królowej. Zagrożeniem dla tych motyli jest zarastanie łąk, co grozi zanikiem występowania roślin żywicielskich ich postaci larwalnych (gąsienic).